# Kamen Rider (serial telewizyjny 1971)
Kamen Rider (jap. 仮面ライダー Kamen Raidā; Zamaskowany Jeździec) – manga science-fiction stworzona przez japońskiego artystę Shōtarō Ishinomoriego. Na jej podstawie powstał serial tokusatsu, który zapoczątkował serię Kamen Rider. Emitowany był na kanale MBS i Net TV (obecnie TV Asahi) od 3 kwietnia 1971 do 10 lutego 1973 roku. Liczył 98 odcinków, co czyni go najdłuższym serialem z całej sagi.
Japoński astronom Akimasa Nakamura, który jest fanem serialu nadał na jego cześć nazwy planetoidom: (12796) Kamenrider oraz (12408) Fujioka na cześć odtwórcy głównej roli.
Cytat, który pojawia się zwykle pod koniec czołówki serialu, brzmi następująco: "Kamen Rider – Takeshi Hongō/Hayato Ichimonji jest cyborgiem. Jego oprawca – organizacja Szoker jest złą szajką terrorystów, która dąży do zawładnięcia światem. Kamen Rider walczy przeciw Szokerowi w imię ludzkiej wolności." (jap. 仮面ライダー (本郷猛/一文字　隼人) は改造人間である。彼を改造したショッカーは、世界征服をたくらむ悪の秘密結社である。仮面ライダーは、人間の自由のためにショッカーと戦うのだ! Kamen Raidā (Hongō Takeshi/Ichimonji Hayato) wa kaizō ningen de aru. Kare wo kaizō shita Shokkā wa, sekai seifuku wo takuramu aku no himitsu kessha de aru. Kamen Raidā wa, ningen no jiyū no tame ni Shokkā to tatakau no da!)

## Opis fabuły
Nazistowska organizacja terrorystyczna zwana Szoker dąży do podboju świata za pomocą porywania ludzi i przekształcania ich w posłuszne i niebezpieczne mutanty-cyborgi. Jednakże jedna ofiara porwania – Takeshi Hongō po zoperowaniu w wojownika podobnego do konika polnego dokonuje ucieczki przed wypraniem mózgu. Z powodu uczuć i chęci ochrony innych przed niebezpieczeństwem, Hongō jako Kamen Rider decyduje się na walkę przeciwko Szokerowi. Inna ofiara cyborgizacji – Hayato Ichimonji zostaje przemieniona w wojownika niemalże identycznego z Kamen Riderem. Hongō ratuje Hayato przed skasowaniem pamięci i wyrusza w świat, zaś Hayato przejmuje jego obowiązki jako drugi Kamen Rider. Po pewnym czasie Hongō powraca i dwaj Riderzy walczą przeciwko Szokerowi, a później Gel-Szokerowi.

## Bohaterowie
- Takeshi Hongō (jap. 本郷 猛 Hongō Takeshi) /  Kamen Rider 1 (jap. 仮面ライダー1号 Kamen Raidā Ichigō)
- Hayato Ichimonji (jap. 一文字　隼人 Ichimonji Hayato) / Kamen Rider 2 (jap. 仮面ライダー2号 Kamen Raidā Nigō)
- Tōbei Tachibana (jap. 立花 藤兵衛 Tachibana Tōbei) – mentor i powiernik Hongō a później także Hayato i wszystkich Riderów do Strongera włącznie. Właściciel klubu motocyklowego do którego należy Hongō. Nazywany przez swych podopiecznych "Wujaszkiem" bądź "Mistrzem", Tachibana jest jedną z niewielu osób świadomych drugich tożsamości Hongō i Hayato. Podczas ich misji wspiera jednego i drugiego, dając im rady oraz specjalne urządzenia. Tachibana jest jedyną postacią, która wystąpiła we wszystkich 98 odcinkach serialu; ponadto jest najdłużej występującą postacią w całej sadze (łącznie 240 odcinków).
- Kazuya Taki (jap. 滝 和也 Taki Kazuya) – agent FBI, który został wysłany by zbadać działalność Szoker w Japonii. Pomimo tego, że nie jest cyborgiem jak Hongō czy Hayato, Taki jest uzdolniony w sztukach walki i łatwo pokonuje szeregowych żołnierzy Szokera. W mandze zatytułowanej Kamen Rider Spirits, Taki staje się wojownikiem zwanym Skull Riderem, który pomaga Riderom. W oryginalnym komiksie Taki również przechodzi proces cyborgizacji i staje się Kamen Riderem 3 (jap. 仮面ライダー3号 Kamen Raidā Sangō). Ponadto zostało wspomniane, że z bliżej nieznanych powodów Taki poznał Hongō, Tachibanę i Ichimonjiego przed akcją serialu. Podobnie było też w przypadku następcy Riderów - Shirō Kazamiego.

## Szoker
Szoker (jap. ショッカー Shokkā; Shocker) to organizacja terrorystyczna złożona z dawnych nazistów, będąca antagonistą obydwu Kamen Riderów. Ich cel to podbój świata za pomocą zmodyfikowanych ludzi, który zostali chirurgicznie złączeni z DNA zwierząt. Symbolem organizacji jest orzeł podobny do tego w godle Trzeciej Rzeszy.
Po licznych porażkach w walce z Kamen Riderami, organizacja ta zostaje przez nich ostatecznie pokonana, jednak jej ocalali członkowie przyłączają się do innej grupy terrorystów zwanej Geldam. Odtąd organizacja ta zwie się Gel-Szoker (ゲルショッカー Gerushokkā, Gelshocker).

### Przywódcy
- Pułkownik Zol/Człowiek-Wilk (jap. ゾル大佐/オオカミ男 Zoru Taisa/Ōkami Otoko) – przywódca oddziału Szokera na Bliskim Wschodzie. Jest pierwszym z dowódców Szokera z którymi spotkali się Riderzy. Zol to dawny niemiecki nazista, który stracił oko w wyniku wycieku gazu w obozie Auschwitz-Birkenau. Po wojnie otrzymał od Wielkiego Wodza propozycję dołączenia do Szokera, jednak zachował swój stary mundur by podkreślić swój prestiż pomimo uznania go za zbrodniarza wojennego. Jego osobisty symbol to przerobiony symbol Szokera, jednakże zamiast głowy ptaka jest głowa wilka. Kierowany nienawiścią, zaatakował Bliski Wschód by stworzyć tam nazistowską utopię, jednak na rozkaz Wielkiego Wodza został oddelegowany do Japonii by rozprawić się z Kamen Riderem. Został pokonany po długiej walce przez Kamen Ridera 2 w 39 odcinku. Został później wskrzeszony przez Destron w V3.

- Doktor Shinigami/Kalmarodiabeł (死神博士/イカデビル Shinigami Hakase/Ikadebiru)

- Ambasador Piekła/Grzechotnik (地獄大使/ガラガランダ Jigoku Taishi/Garagaranda)

- Generał Czarny/Hirukameleon (ブラック将軍/ヒルカメレオン Burakku Shōgun/Hirukamereon)

- Wielki Wódz (大首領 Daishuryō)

## Media

### Film
- 1971: Go Go Kamen Rider (jap. ゴーゴー仮面ライダー Gō Gō Kamen Raidā) – filmowa wersja 13 odcinka.

### S.I.C. Hero Saga
Historie S.I.C. Hero Saga publikowane w magazynie Monthly Hobby Japan przedstawiały postacie z serii Ishinomoriego. Kamen Rider doczekał się trzech różnych historii: Missing Link, Special Episode: Escape (jap. SPECIAL EPISODE -脱出- SPECIAL EPISODE: Dasshutsu) oraz From Here to Eternity (jap. ここより永遠に Koko yori towa ni). Missing Link publikowany był od lipca do października 2002 roku, From Here to Eternity została zawarta w specjalnym wydaniu HOBBY JAPAN MOOK S.I.C. OFFICIAL DIORAMA STORY S.I.C. HERO SAGA vol.1 Kakioroshi, a Special Episode: Escape została wydana z październikowym wydaniu Hobby Japan z 2006 roku.
Nowymi postaciami wprowadzonymi w historii Missing Link jest dwunastu Szoker Riderów (jap. ショッカーライダー Shokkā Raidā; każdy z innym kolorem szalu) oraz Szoker Tank (jap. ショッカータンク Shokkā Tanku).
Rozdziały Missing Link
1. Sennyū (jap. 潜入)
2. Shissō (jap. 失踪)
3. Kakusei (jap. 覚醒)
4. Kairai (jap. 傀儡)

## Obsada
- Takeshi Hongō/Kamen Rider 1: Hiroshi Fujioka
- Hayato Ichimonji/Kamen Rider 2: Takeshi Sasaki
- Tōbei Tachibana: Akiji Kobayashi
- Kazuya Taki: Jirō Chiba
- Ruriko Midorikawa: Chieko Morigawa
- Pułkownik Zol: Jirō Miyaguchi
- Doktor Shinigami: Hideyo Amamoto
- Ambasador Piekła: Kenji Ushio
- Generał Czarny: Matasaburō Niwa
- Wielki Wódz: Gorō Naya (głos)